# Звукові технології
Звукові́ техноло́гії — технології запису, обробки і відтворення звукових хвиль: голосу, співу, інструментальної музики, звукових ефектів тощо.

## Історія
Історія звукозапису розпочинається 12 серпня 1877 року, коли Едісон зробив перший у світі звукозапис, зафіксувавши на циліндрі фонографа, що виступав той час носієм інформації,  мелодію «Mary Had a Little Lamb».
У фонограф постійно вносилися вдосконалення. Наприклад, олов'яна фольга, яка покривала валик, незабаром змінилася тонким шаром воску. Проте, попри всі спроби, домогтися якісного і довговічного запису не вдавалось.
У 1888 р. німець Еміль Берлінер винайшов грамофон. Після запису фонограма покривалася лаком.
Застосовуючи як оригінал цинк, протравленний в хромовій кислоті, отримували гальванопластичні копії. Перша грамофонна платівка була виготовлена з целулоїду. Трохи згодом почали застосовувати диски з шелаку, шпату і сажі. Пізніше шелак замінили синтетичними смолами. Під час гонінь на джаз, умільці знайшли вельми своєрідний вихід й використали для запису досить доступний матеріал — рентгенографічні плівки. Такі платівки були прозвани у народі записами «на кістках».
На зміну грамофону прийшов патефон. Завдяки деяким поліпшенням, він мав більш портативний розмір, ніж грамофон, що, звісно, призвело до дуже широкої популярності музичних записів. Тим більше що платівки постійно дешевшали. Для їх виготовлення використовували дуже недорогі матеріали, зупинившись, зрештою, на вінілі.
Поряд з винаходом фонографа, робилися перші спроби магнітного запису звуку. Реальним народженням магнітний запис зобов'язаний датчанину Паульсену, який у 1898 р. продемонстрував працездатний апарат — магнітофон, де носієм запису був сталевий дріт. Перші магнітофони не дотягували, за якістю запису, до популярних тоді граммофонів. Усе змінилося з винаходом вакуумних електронних ламп, а найбільших успіхів магнітний звукозапис домігся з появою удосконалених магнітних головок, застосуванням підмагнічення і порошкової магнітної стрічки. Спочатку магнітофони були в котушковому «форм-факторі». Потім прийшли магнітофони касетні, де обидві мініатюрні котушки, з магнітною плівкою і порожню, посадили в спеціальну
компакт-касету.
З розвитком радіотехніки з'явилися радіоли, програвачі і електрофони. Пружинний двигун замінили електричним. При тих же розмірах платівки швидкість зменшилася до 33 1/3 об./хв, а збільшення щільності запису дозволило створити довгограючі платівки.
1979 року компанія Philips разом з Sony пред'явили світу абсолютно новий носій інформації — оптичний диск (компакт-диск — CompactDisk — CD) для запису і відтворення звуку. І вже у 1982 року почалося масове виробництво компакт-дисків. За допомогою лазерного променя сигнали записуються на оптичний диск цифровим методом. У режимі відтворення лазерний промінь, сфокусований на доріжку, переміщається поверхнею обертового диска і зчитує записану інформацію.
На зміну компакт-дискам приходить ще більше новий стандарт носіїв інформації — DVD. Основна відмінність DVD-диска — значно більша щільність запису інформації. DVD-диск, також, може мати один чи два шари інформації. Усього DVD-стандарт передбачає 4 модифікації:
- односторонній, одношаровий ємністю 4,7 Гбайт,
- односторонній, двошаровий ємністю 8,8 Гбайт,
- двосторонній, одношаровий ємністю 9,4 Гбайт і
- двосторонній, двошаровий ємністю 17 Гбайт.

Для запису звуку використовують різноманітні карти пам'яті, застосовувані переважно у MP3-плеєрах, мобільних телефонах та інших гаджетах. До того ж блискавичний розвиток технології жорстких дисків, використовуваних у
комп'ютерах, дав можливість записувати не тільки звук, але і відео.

## Звук і стандарти запису
Всі стандарти можна розділити на 2 категорії:
- звук — як музика (основні формати, використовувані для збереження і відтворення саме аудіо файлів), і
- звук — як складова кіно чи іншого відео.

### Музичні аудіо-формати
- Моно. Наприкінці періоду свого розвитку монозвук мав частотний діапазон 30-8000Гц, що було зовсім непогано.
- Стерео. Стереозвук — це, власне, двухканальний моно формат. Через різницю звучання каналів людина отримувала можливість, при прослуховуванні запису, відчути ширину звукової сцени. З появою CD частотний діапазон розширився від 20 до 20000 Гц. До речі, перші технології шумозниження було запроваджено маловідомою компанією Dolby Lab, яка згодом зіграла провідну роль в усій звуковій індустрії.
- MP3. Ця абревіатура від Moving Pictures Experts Groups Layer 3 сьогодні використовується повсюдно, завдяки технології стискування аудіо-файлів, реалізованих в даному форматі.
- МP3 Pro є поліпшеною версією звичайного MP3. Файли MP3 Pro займають удвічі менше дискового простору
- VQF — це новий формат звукової компресії. Схожий на MP3, але працює краще. Потік VQF 80kbps звучить приблизно так само, як 128 kbps МР3, а 96kbps VQF відповідає приблизно 256kbps MP3.
- Multi Channel, чи Super Audio CD. У 1996 році компанія Sony розробила та стала активно впроваджувати зовсім новий стандарт — SuperAudio CD. SACD диски зовні нічим не відрізнялися від CD, проте якість запису на них була значно вища. Завдяки появі цього формату музика стала багатоканальною. Саме з приходом Multi Channel з'явилася можливість прослуховувати музику з допомогою аудиосистем типу 5.1 (5 акустичних систем плюс сабвуфер).

### Звукові стандарти, використовувані в кінотеатрах, зокрема й у системах «домашній кінотеатр»
Поява відеомагнітофонів, власне, і стало точкою відліку ери домашнього відео. Відомий формат VHS (Video Home System) дозволяв на одному носії записувати і звук, і відео. Спочатку звук на відеокасетах мав частотні характеристики 70—8000 Гц, і дуже страждав від деформації відео стрічки. Стан справ змінився з появою стерео відеомагнітофонів Hi-Fi Stereo. Частота звуку 40-15000 Гц забезпечувала досить гарну якість запису. Саме тоді на передній край звукової індустрії виходить Dolby Laboratories.
- Dolby Surround Sound був першим форматом об'ємного звучання для систем домашніх кінотеатрів. Спочатку компанія Dolby оснащала кінотеатри усього світу системами об'ємного звучання, де за допомогою спеціального декодера сигнали зі звукових каналів кіноплівки перетворювалися на 4 канали для відтворення в залі. У Dolby Surround Sound крім правого і лівого каналів був реалізований і тиловий канал. Його характеристики були досить низькі — всього 100 −7000 Гц.
- Dolby Surround Pro Logic — закономірне продовження Dolby Surround Sound. Був поліпшений тиловий канал і додано центральний, який використовували переважно для діалогів. Хоча усі канали були аналоговими, з більш як скромними звуковими характеристиками, саме ці стандарти стали початком домашнього багатоканального кінотеатру.
- Dolby Digital (AC-3). Передумовою до виникнення даного стандарту послужило поява DVD. Розроблений як альтернатива аналоговому VHS, DVD вимагав нового стандарту запису звукової доріжки, за який було прийнято Dolby Digital чи AC-3. Відмінною рисою Dolby Digital стало використання 5 абсолютно незалежних звукових каналів: центральний для діалогів, фронтальні (правий і лівий), тилові (правий і лівий), — до яких було додано окремий канал для сабвуфера. Виділення окремої доріжки сабвуфера обумовлена тим, що не було потрібно відтворювати весь частотний діапазон, варто передати лише 20 −120 Гц. Саме тому, така система отримала позначення 5.1. Dolby Digital забезпечував справжній «об'ємний звук». З його появою стало реальним переглядати відео, і реально отримувати повний ефект присутності в діючих на екрані сценах.
- DTS (Digital Theater System). Своїм народженням, формат DTS зобов'язаний «Парку юрського періоду» Стівена Спілберга. Американська кінокорпорація Universal City Studios, Inc не горіла бажанням відраховувати патентні платежі Dolby Lab, і вирішила розробити свій власний звуковий формат. DTS — це той самий формат 5.1, але відрізняє його від побратима Dolby одна істотна різниця: тоді як в Dolby Digital компресія звуку може сягати показника 1х12, то в DTS — лише 1х4. Найбільшого поширення набула, зокрема в DVD дисках.
- THX. Джоржу Лукасу, під час перегляду у кінотеатрі його легендарних Зоряних Війн, абсолютно не сподобалася якість звучання саундтреків до фільму. Компанія Lucasfilm Ltd. розробила свій власний стандарт звуку. Формат THX призначений, предусім, для кінотеатрів. Формат ТНХ забезпечує найвищу якість звучання, повністю відповідну всім задумам режисера.
- Dolby Digital EX, DTS-ES Matrix 6.1 і THX Surround EX — ці формати стали логічним розвитком своїх прабатьків Dolby Digital, DTS і THX. Головна їхня відмінність полягає у можливості додавання одного чи двох тилових звукових доріжок, у конфігурації відповідно 6.1 і 7.1. Ці «резервні» канали беруться системою зі спеціально зашифрованих сигналів у правому і лівому тилових каналах звичайної конфігурації 5.1. Як результат — додається чіткість локалізації подій.
- DTS-ES Discrete 6.1. Це стандарт, у якому використовується понад 5 повноцінних каналів. Шостий канал — це центральний тиловий, який значно додає відчуття присутності.
- Dolby Atmos, розроблена за участю професіоналів кіноіндустрії, являє собою принципово нову платформу для звуку і кіно. Вона надає повну творчу свободу і є прикладом унікального підходу до звукового дизайну. Як основа беруться звуки навколишнього середовища, які мікшуються традиційними методами з використанням каналів. Поверх базового шару накладаються динамічні об'єкти, які можна позиціонувати і переміщати для точної відповідності дії на екрані. Метадані, зашиті в Dolby Atmos, визначають поведінку цих об'єктів під час відтворення, максимально точно реалізуючи первинну задумку режисера, незалежно від конфігурації кінотеатру. Цей «пошаровий» підхід пропонує звукооператорам, використовуючи знайомий інтерфейс, розширювати творчу палітру[1].

Індустрія звуку постійно розвивається, з'являються нові стандарти звукозапису, зникають старі. Це дуже закономірний процес. Приміром, DVD у Європі майже не використовується. Йому на зміну прийшли цілком нові носії інформації Blu-Ray і HD-DVD. Вони майже увосьмеро більш ємні, ніж DVD, й під нього вже сьогодні з'являються нові стандарти багатоканального звуку — Dolby TrueHD і DTS-HD, які характеризуються 8-ма повноцінними каналами.